# Parsau
Parsau ist eine Gemeinde im Osten des Landkreises Gifhorn in Niedersachsen.

## Geographie

### Geographische Lage
Parsau liegt zwischen den Naturparks Südheide und Drömling in der geschichtlichen Landschaft des Vorsfelder Werders, einem eiszeitlichen Geestrücken. Die Gemeinde gehört der Samtgemeinde Brome an.

### Gemeindegliederung
Die Ortsteile der Gemeinde sind:
- Ahnebeck (136 Einwohner), unmittelbar nördlich von Parsau
- Croya (392 Einwohner), unmittelbar nordöstlich von Ahnebeck
- Kaiserwinkel (89 Einwohner), östlich von Parsau
- Parsau (1251 Einwohner)

Stand 31. Dezember 2019

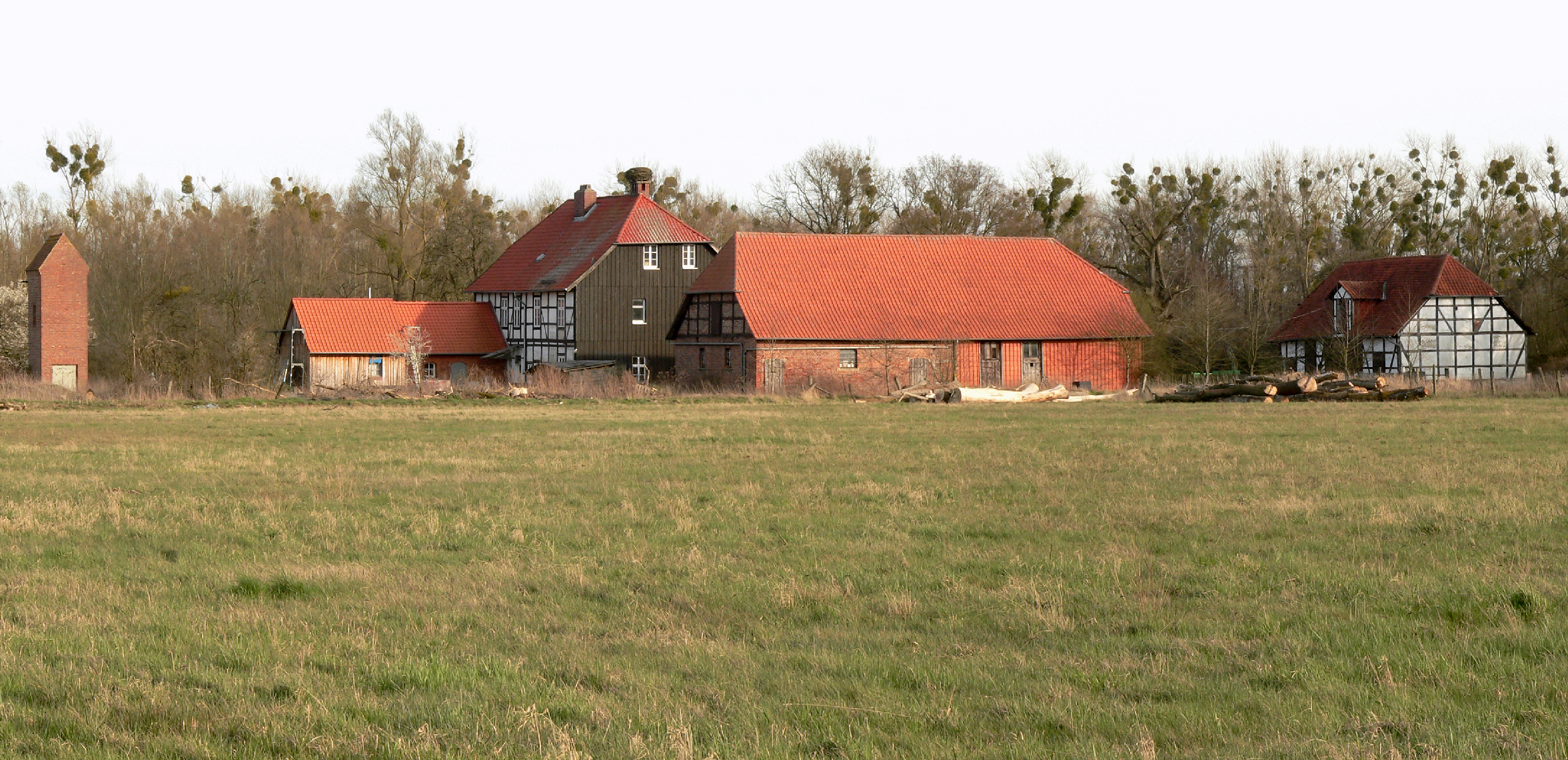
Forstgehöft Giebel

- Zum Ortsteil Parsau gehört der Wohnplatz Giebel, der als Enklave im gemeindefreien Gebiet Giebel liegt (sieben Einwohner).

### Nachbargemeinden
Die nachfolgenden Städte und Gemeinden  grenzen an die Gemeinde Parsau. Sie werden im Uhrzeigersinn beginnend im Westen genannt:
- Tiddische
- Bergfeld
- Tülau
- Brome
- Klötze
- Oebisfelde-Weferlingen
- Giebel (gemeindefreies Gebiet)
- Rühen

## Geschichte
Parsau wurde urkundlich erstmals um 1505 als Barso, 1510 als Persauw, erwähnt. Der Name stammt vom Altslawischen prabû für Staub oder borû für Kiefer, also etwa „Ort beim Kiefernwald.“ Parsau war braunschweigisch; die Grenze zum Fürstentum Lüneburg lag zwischen Ahnebeck und Croya. Die ursprüngliche Dorfform war die eines wendischen Rundlings. 1561 wurde die erste Kirche im Bereich des Vorsfelder Werders in Parsau errichtet, 1567 die erste Schule.
1742 wurde das Amt Vorsfelde gegründet, dem auch Parsau angehörte. Eine anlässlich einer Landesvermessung 1757 erstellte Beschreibung erwähnt in Parsau unter anderem 28 Höfe, eine in Fachwerkbauweise erstellte Kirche mit einem kleinen Glockenturm und eine Schule. Ein Krug (Gaststätte), eine Mühle, eine Schmiede und eine Ziegelei waren damals in Parsau nicht vorhanden.
1807 erfolgte die Auflösung des Amtes Vorsfelde durch die französische Besatzungsmacht, danach gehörte Parsau bis 1813 zum Kanton Vorsfelde im Distrikt Helmstedt, im Departement der Oker des Königreiches Westphalen. Im 19. Jahrhundert kam Parsau in den neu gegründeten Landkreis Helmstedt. 1828 wurde die baufällige Kirche durch einen Neubau ersetzt, ihr Turm wurde 1910 hinzugefügt. von 1846 bis 1849 erfolgte in Parsau die Separation. Laut einem Siedlungsverzeichnis um 1850 bestanden zu dieser Zeit 31 Bauernhöfe. Das Niederungsgebiet Drömling beginnt unmittelbar östlich von Parsau. Daran hatte der Ort, wie die übrigen Anrainer-Dörfer, seit Jahrhunderten bis in die Neuzeit Holzanteile in dem Bruchwaldgebiet. 1851 wurde der Rundling nach Osten hin mit einer Straße durchstochen. 1866 wurde südwestlich von Parsau eine Ziegelei eröffnet. In der Gemarkung nördlich von Parsau standen einst zwei Windmühlen. Die 1876 erbaute Holländermühle wurde 1925 abgerissen. Die Bockwindmühle entstand 1843 und wurde 1926 abgebrochen. Die Windmühlen wurden von der Motormühle einer dörflichen Molkereigenossenschaft verdrängt.
1909 erfolgte in Parsau die Gründung einer Freiwilligen Feuerwehr und der Bau des Bahnhofs, 1919 wurde ein Kriegerdenkmal aufgestellt. 1935 wurde die Ziegelei wieder geschlossen, an ihrer Stelle befindet sich heute der Hof Polle. Am 11. April 1945 nahmen kurz vor Ende des Zweiten Weltkriegs amerikanische Truppen, aus Bergfeld kommend, Parsau ein. 1949 erfolgte in Parsau die Gründung einer Volksbücherei, 1955 wurde das Kalthaus erbaut und die Kalthausgenossenschaft gegründet. Die Gemeinde Parsau gehörte ab 1972 zur Samtgemeinde Rühen. Im selben Jahr kam sie vom Landkreis Helmstedt zum Landkreis Gifhorn. Am 1. März 1974 wurde die Samtgemeinde Rühen aufgelöst. Am 15. März 1974 wurde die Gemeinde Parsau Teil der Samtgemeinde Brome. 1974 wurde auch ein 1655 erbautes Fachwerkhaus nach Braunschweig-Riddagshausen umgesetzt, wo es heute an der Straße Zwischen den Bächen steht.

### Eingemeindungen
Am 1. Juli 1972 wurden die Gemeinden Ahnebeck, Croya und Kaiserwinkel eingegliedert.

### Einwohnerentwicklung
Einwohnerzahl von Parsau ohne Ahnebeck und Croya:
| Jahr      | 1774 | 1793 | 1821 | 1849 | 1858 | 1871 | 1885 | 1905 | 1910 | 1925 | 1928 | 1939 | 1948 | 1950 | 1956 | 1961 | 1971 | 1985 | 2017 |
| --------- | ---- | ---- | ---- | ---- | ---- | ---- | ---- | ---- | ---- | ---- | ---- | ---- | ---- | ---- | ---- | ---- | ---- | ---- | ---- |
| Einwohner | 211  | 225  | 265  | 322  | 330  | 411  | 521  | 551  | 577  | 599  | 601  | 566  | 1010 | 970  | 890  | 852  | 844  | 1000 | 1222 |

1928 lebten im Ort Parsau 601 Menschen. Bis 1939 war die Zahl auf 566 gesunken. 1948 war sie infolge der Flüchtlingsströme auf 1010 gestiegen, um dann bis 1971 auf 844 zu sinken. 1985 lebten 1000 Menschen in Parsau. Seitdem ist die Zahl durch Ausweisung neuer Siedlungsgebiete weiter gestiegen.

## Politik
- SPD: 5
- CDU: 6

### Gemeinderat
Der Rat der Gemeinde Parsau setzt sich aus elf Ratsfrauen und Ratsherren zusammen.
Die letzten Kommunalwahlen ergaben die folgenden Sitzverteilungen:
| Wahljahr | CDU | SPD | Gesamt   |
| 2021     | 6   | 5   | 11 Sitze |
| 2016     | 6   | 5   | 11 Sitze |

Als einzige Partei verfügt die CDU über einen Ortsverband in Parsau.

### Bürgermeister
Der ehrenamtliche Bürgermeister Joachim Zeidler (CDU) wurde am 24. November 2011 gewählt. Zuvor war Helmut Werthmann (CDU) zehn Jahre lang Bürgermeister. Im September 2015 übernahm Kerstin Keil (CDU) nach Zeidlers Rücktritt das Amt.

### Wappen
Das Wappen ist gespalten in Grün und Silber. Rechts ein silbernen Reiher links blickend. Links ein grünes Schwarzerlenreis mit aufrechtstehendem Blatt und drei hängenden Samenzapfen.

### Gemeindepartnerschaften
Parsau ist seit 1978 mit Landesbergen, einer Gemeinde im Landkreis Nienburg/Weser, durch eine Gemeindepartnerschaft verbunden. Initiator dieser Partnerschaft war Willi Heineking, CDU-Politiker in Landesbergen. Eine zweite Partnerschaft besteht seit 1992 mit Nowa Karczma (deutsch Neukrug) in Polen, einem in der Nähe von Danzig gelegenen Dorf.

## Kultur und Sehenswürdigkeiten

### Kirchen

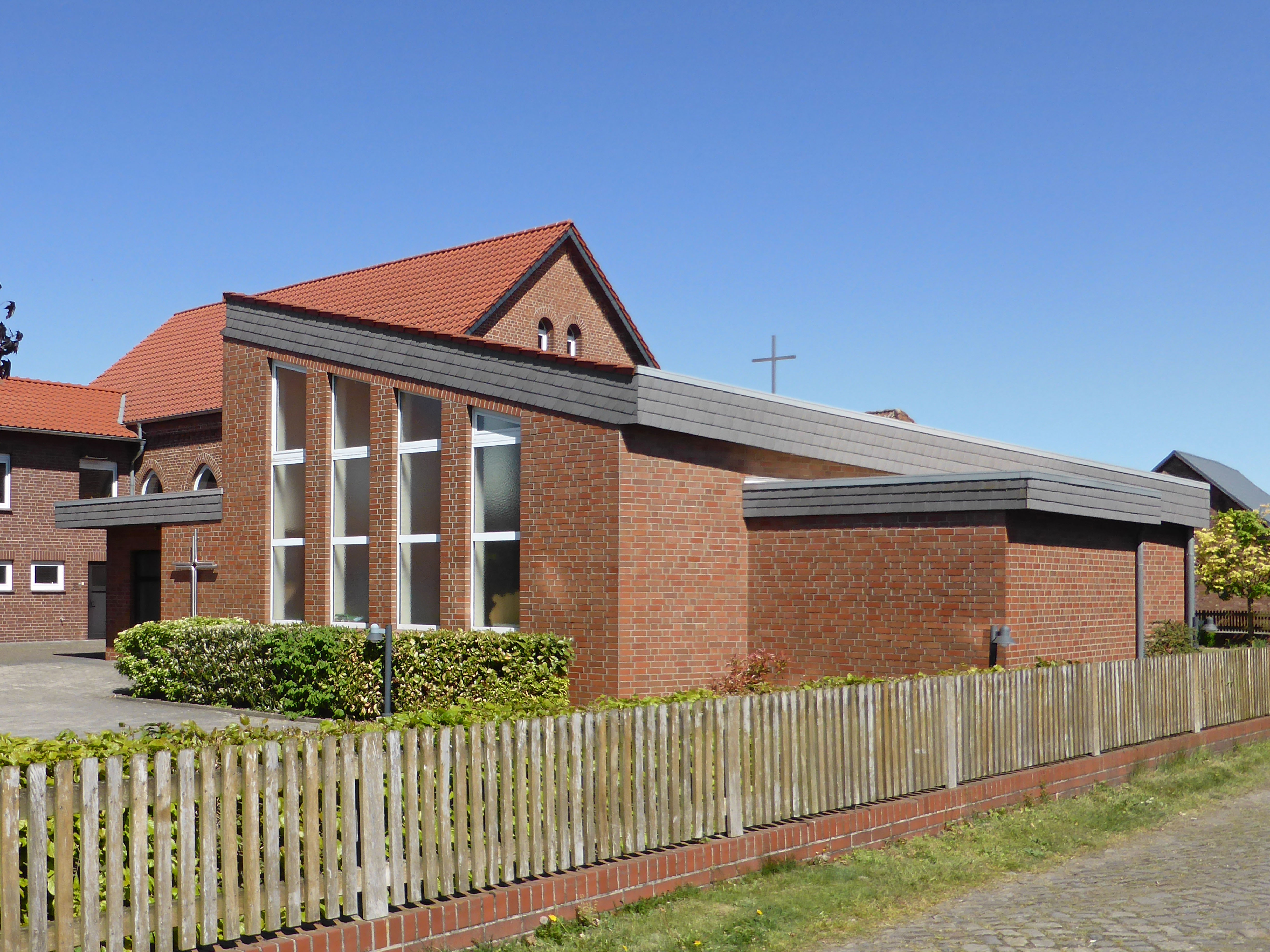
Kreuzkirche

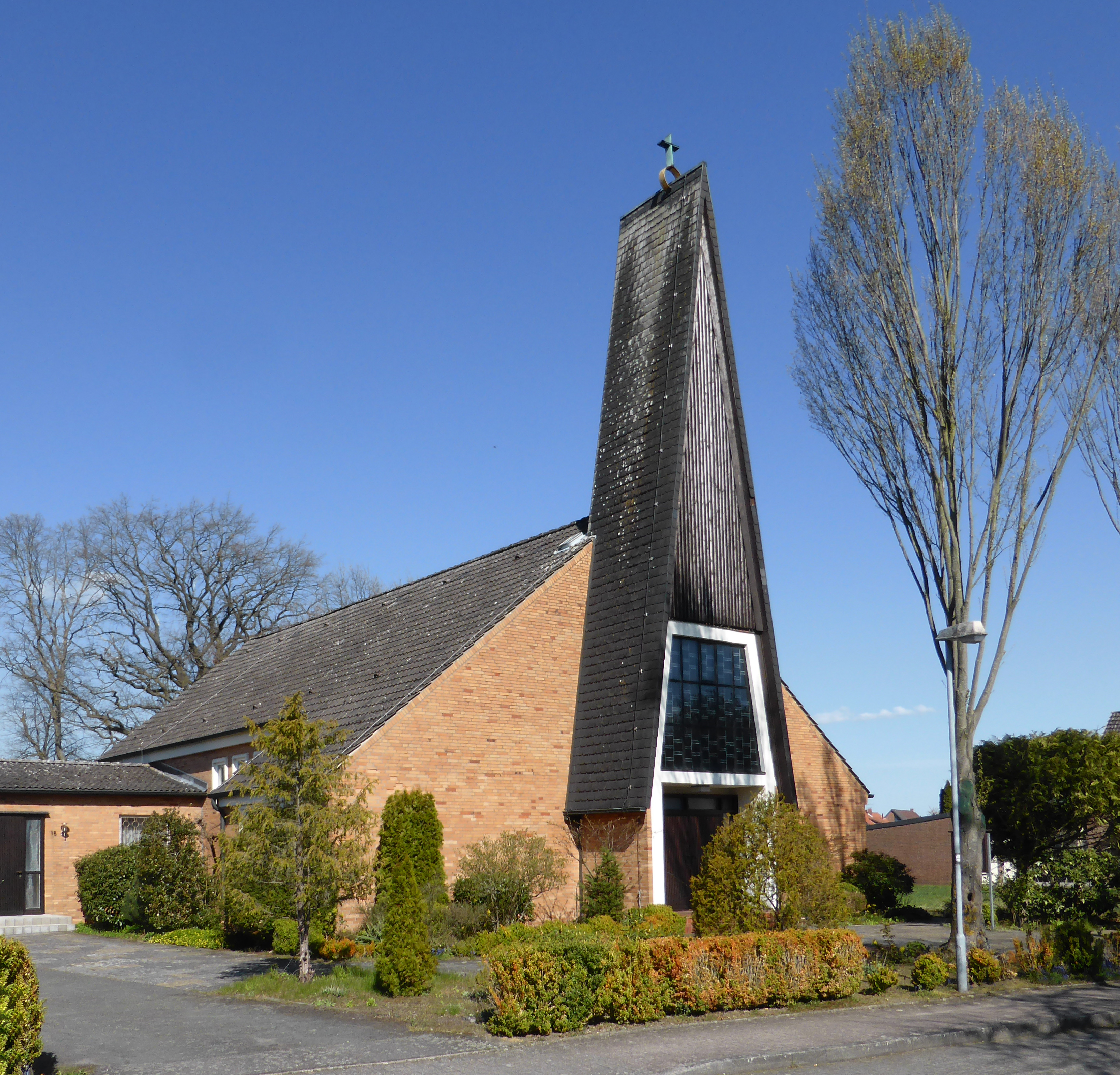
St.-Raphael-Kirche

In Parsau gibt es drei Kirchengemeinden mit den folgenden Kirchen:

#### Christuskirche

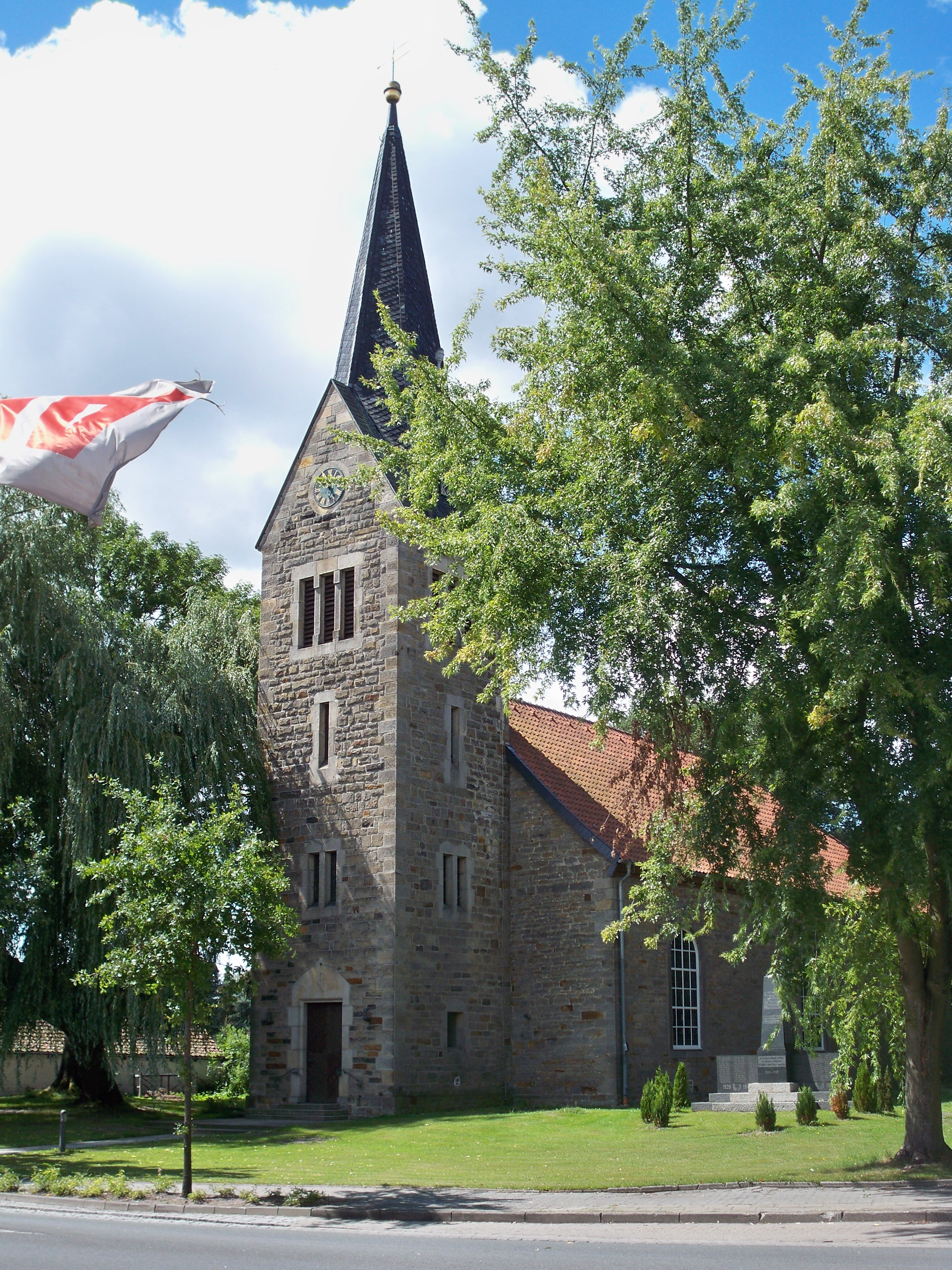
Christuskirche

Die evangelisch-lutherische Christuskirche an der Hauptstraße wurde 1828/29 erbaut und 1910 um einen Turm erweitert. Ihre Kirchengemeinde umfasst neben Parsau auch Ahnebeck und Bergfeld, sie bildet seit dem 1. Juli 2012 mit den evangelisch-lutherischen Gemeinden Rühen und Brechtorf-Eischott einen Pfarrgemeindeverband. Die Christuskirche ist die nördlichste Kirche der Propstei Vorsfelde, und gehört damit zur Evangelisch-lutherischen Landeskirche in Braunschweig. Ihr schlicht gehaltener Innenraum wird von einer Flachdecke abgeschlossen und bietet rund 180 Sitzplätze. 1561 wurde die erste Kirche in Parsau erbaut, um den Einwohnern von Parsau den weiten Weg in die St.-Petrus-Kirche in Vorsfelde zu ersparen. Die Gottesdienste in der Parsauer Kirche wurde jedoch zunächst von Vorsfelder Geistlichen gehalten. 1828 wurde die inzwischen baufällig gewordene Fachwerkkirche abgerissen und 1829 durch das heutige Kirchengebäude aus Velpker Sandstein ersetzt. 1896 folgte der Bau des Pfarrhauses, aber erst von 1907 an wohnt ein Pastor in Parsau. Der Turm, der auf der Ostseite steht und ebenfalls aus Velpker Sandstein erbaut ist, wurde der Kirche erst 1910 hinzugefügt. Nachdem im Ersten Weltkrieg 1917 eine der beiden Glocken abgegeben werden musste, wurden 1925 die zweite, verbliebene Glocke entfernt und zwei Stahlglocken angeschafft. 1977/78 erfolgte eine umfangreiche Renovierung und Umgestaltung der Kirche, unter anderem wurde der Eingang von der Westseite auf die Ostseite verlegt, eine Orgelempore eingebaut und neues Kirchengestühl angeschafft. Am 3. Dezember 1978 wurde die Kirche wieder eingeweiht, 1979 wurde noch eine neue Orgel aufgestellt. Zur Kirchengemeinde gehört auch der Parsauer Friedhof.

#### Kreuzkirche
Eine weitere Kirche ist die baptistische Kreuzkirche in der Hehlertstraße 1 aus dem Jahre 1900. 1889 wurde die Gemeinde gegründet und bereits ein Gemeindehaus erbaut. 1905 waren von 551 Einwohnern Parsaus 80 Baptisten. In jüngerer Zeit wurde die Kirche durch einen Anbau erweitert.

#### St.-Raphael-Kirche
Die katholische St.-Raphael-Kirche wurde 1962/63 als Filialkirche der Pfarrgemeinde St. Michael in Vorsfelde errichtet, zu der sie auch heute noch gehört. Ihre Kirchengemeinde bildete sich, als sich ab 1945/46 katholische Flüchtlinge und Heimatvertriebene aus den Ostgebieten des Deutschen Reiches im seit der Reformation evangelisch geprägten Parsau und den umliegenden Dörfern niederließen. Die nach dem Erzengel Raphael benannte Kirche befindet sich an der Bahnhofstraße und gehört zum Bistum Hildesheim.

### Grünflächen und Naherholung

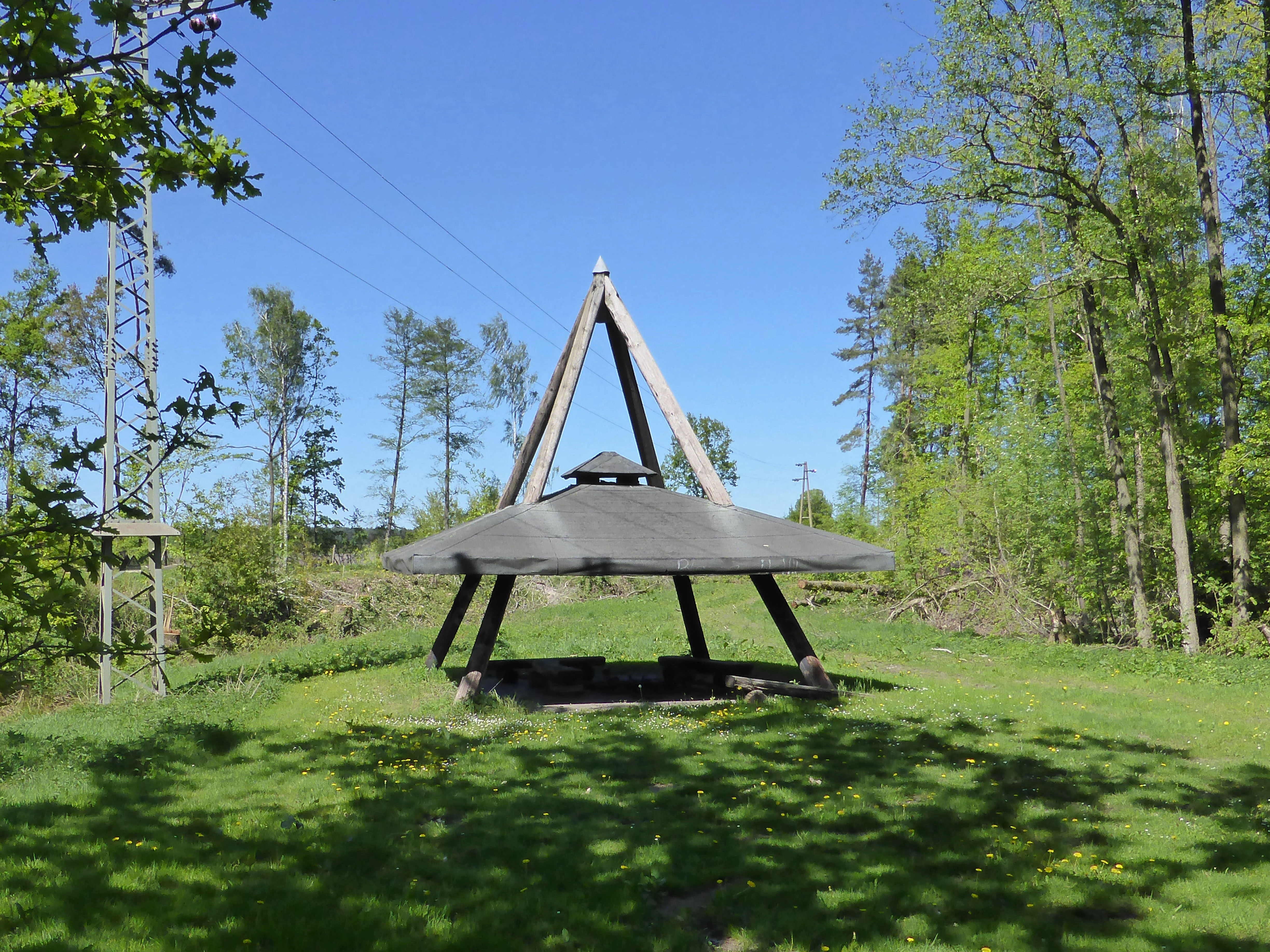
Grillplatz

Ein etwas außerhalb des Dorfes gelegener Grillplatz, das große, südlich von Parsau befindliche Waldgebiet, die nahegelegenen Landschaftsschutzgebiete Drömling und Kaiserwinkel sowie die Naturschutzgebiete Kaiserwinkel und Giebelmoor bieten Naherholungsmöglichkeiten in der Natur.

### Sport
Parsau verfügt über zwei Sportplätze, ein Fitnessstudio, eine Tennisanlage, ein 1970 erbautes Sportheim und eine Schließanlage. Der Sportverein SG Parsau/Ahnebeck von 1902 ist in Parsau aktiv. Fußball wird auch im 1910 gegründeten Verein FC Germania Parsau gespielt, Jugendfußball in der Jugendspielgemeinschaft Kleine Aller Drömling. Der Tennisverein Parsau e. V. wurde 1989 gegründet, sein westlich der Bahnstrecke gelegenes Vereinsgelände bietet zwei Tennisplätze und das 1991 erbaute Vereinsheim. Im 1986 entstandenen Skatclub Drömling Buben Parsau wird Skat gespielt.

### Theater und Musik
Der Männergesangverein Parsau-Ahnebeck geht auf das Jahr 1878 zurück, die heutige Theatergruppe Parsau entstand 1987.

### Regelmäßige Veranstaltungen
Das jährliche Schützenfest findet am Pfingstwochenende statt, es wird von der 1892 gegründeten Schützengesellschaft Parsau-Ahnebeck e. V. veranstaltet. Das Osterfeuer wird am Karsamstag entzündet. Weitere Veranstaltungen organisiert die auf das Jahr 1951 zurückgehende Junge Gesellschaft Parsau/Ahnebeck.

## Wirtschaft und Infrastruktur

### Unternehmen
Ein Kiosk mit einem Hermes-Paketshop und eine Fleischerei sind heute die einzigen Einkaufsmöglichkeiten für Waren des täglichen Bedarfs in Parsau, nachdem die Lebensmittelgeschäfte und die Bäckereien geschlossen wurden. Auch ein Friseursalon, eine Tankstelle und eine Zimmervermietung sind in Parsau vorhanden. Geschlossen wurden die Gaststätten Zur Post, Dreyer und Zum Bahnhofs-Krug, nur im Bürgerzentrum ist heute mit der Gaststätte Unter den Eichen noch Gastronomie zu finden.
Die einzige Bankfiliale gehört zur Sparkasse Celle-Gifhorn-Wolfsburg, wird jedoch seit 2015 nur noch als SB-Filiale betrieben. Die Zweigstellen der Volksbank Tülau eG, die in der Volksbank BRAWO aufging, und der Norddeutschen Landesbank bestehen nicht mehr. 1907 war in Parsau bereits eine Spar- und Darlehnskasse gegründet worden. Auch die seit 1904 in Parsau vorhandene Dienststelle der Post wurde geschlossen. Sie war als Poststelle I dem Hauptpostamt Vorsfelde, später Wolfsburg, zugeordnet.

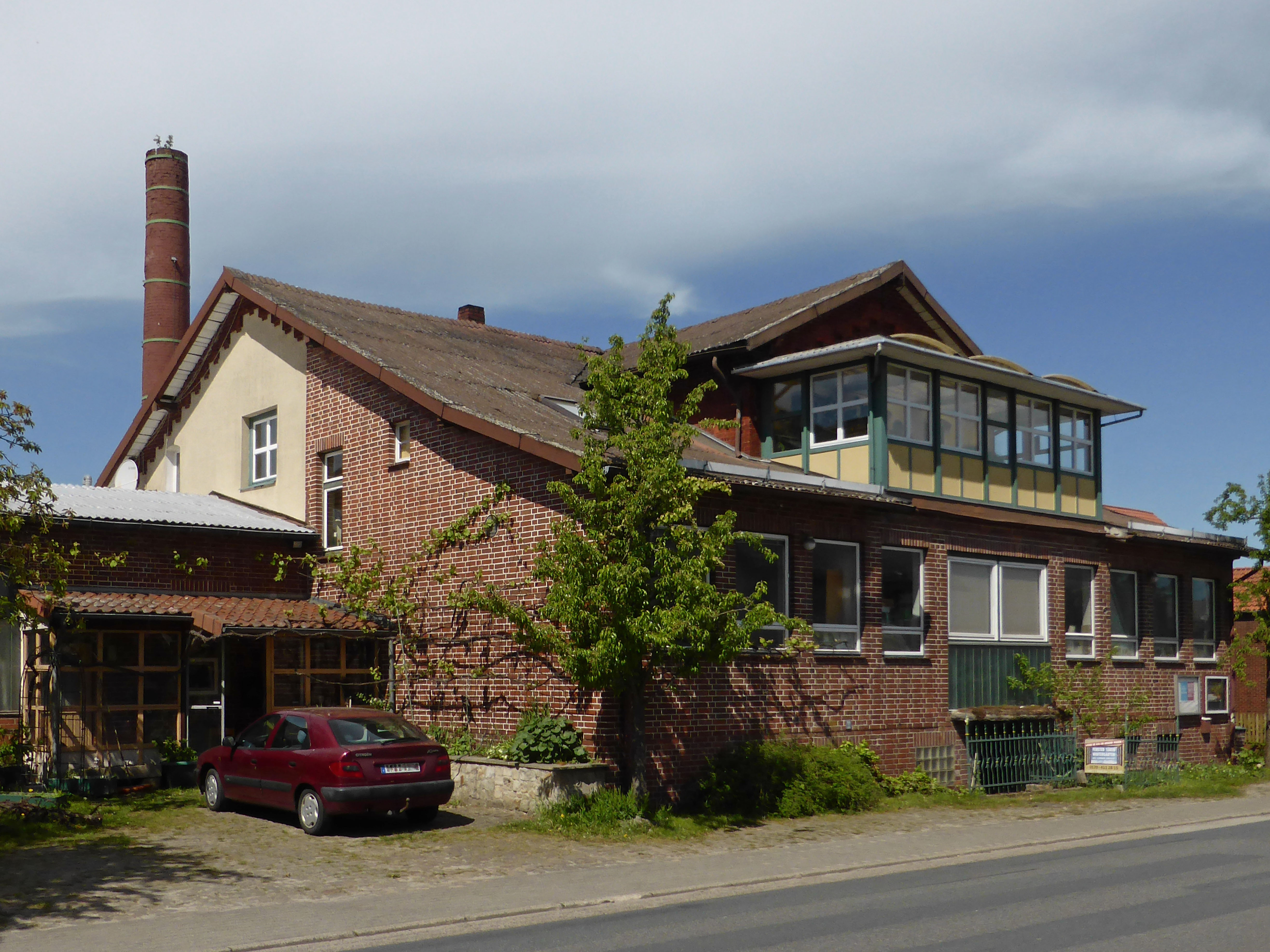
Ehemalige Molkerei

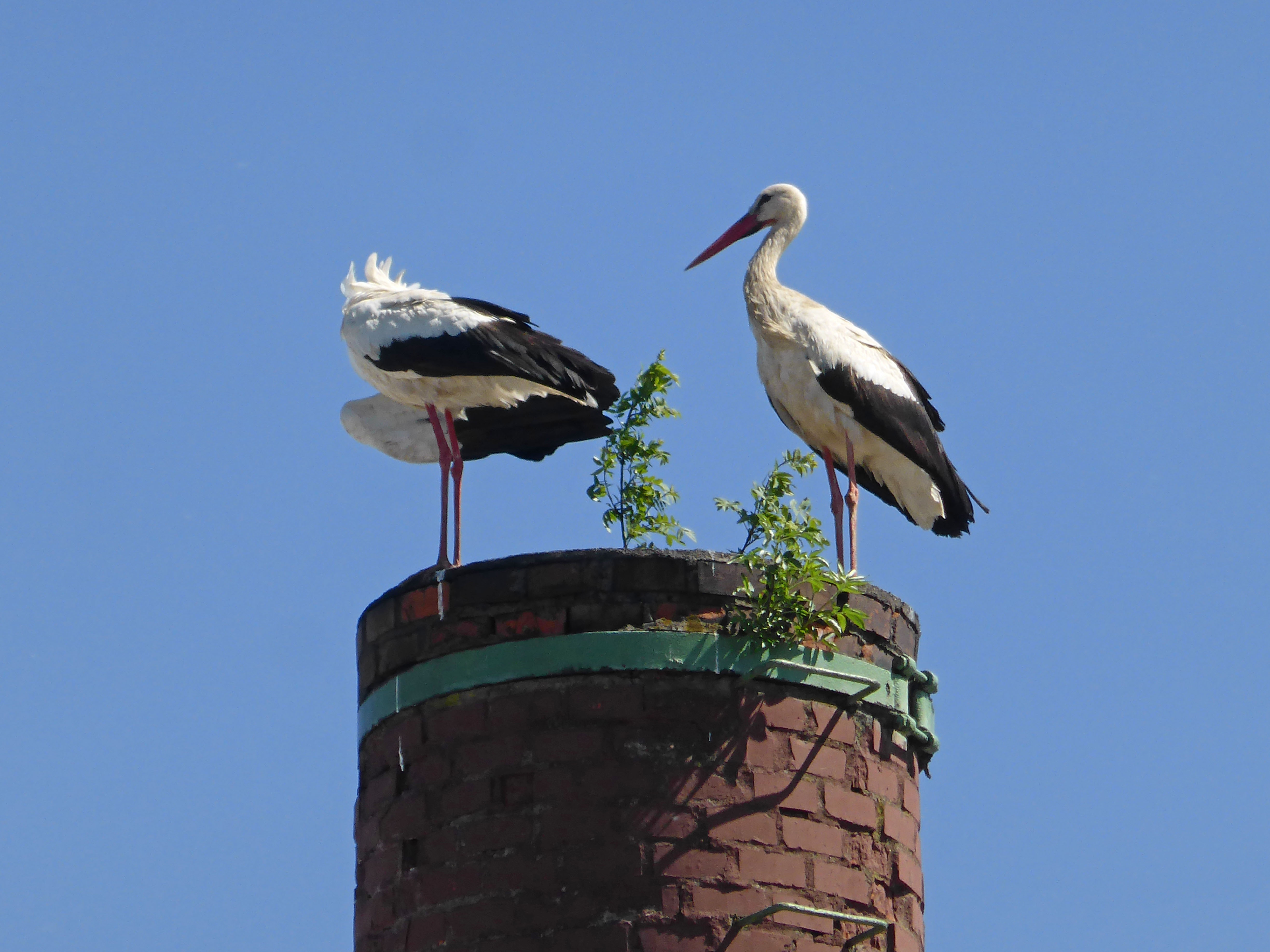
Storchenpaar auf dem Schornstein der ehemaligen Molkerei (2018)

Die Molkerei bestand seit 1891, die genossenschaftlich geführte Einrichtung gehörte zur Molkerei-, Müller- u. Saatgutveredel.-G. Parsau u. Umg. eGmbH. Noch 1950 wurden täglich rund 7.000 kg Milch angeliefert, das Einzugsgebiet der Molkerei umfasste neben Parsau auch Ahnebeck, Bergfeld und Croya, und seit der Schließung der dortigen Molkerei im Jahre 1937 auch Tiddische. Da die Lage der Molkerei nicht zu weit vom Grenzübergang Helmstedt/Marienborn entfernt war lieferte sie ihre Produkte auch nach West-Berlin, so 1954 über eine Million Kilogramm Trinkvollmilch.
In Parsau sind mehrere Handwerksbetriebe ansässig. Das Unternehmen Rauschenbach Metallbau ging aus einer Schmiede hervor, die der aus Croya zugezogene Schmied August Rauschenbach 1885 gegründet hatte. Aus einer weiteren Schmiede ging der Autoservice Mattke hervor. Das Granitwerk Lichtnack Naturstein GmbH ging auf das Jahr 1928 zurück, es wurde in den 2010er Jahren wegen Insolvenz geschlossen.

### Öffentliche Einrichtungen

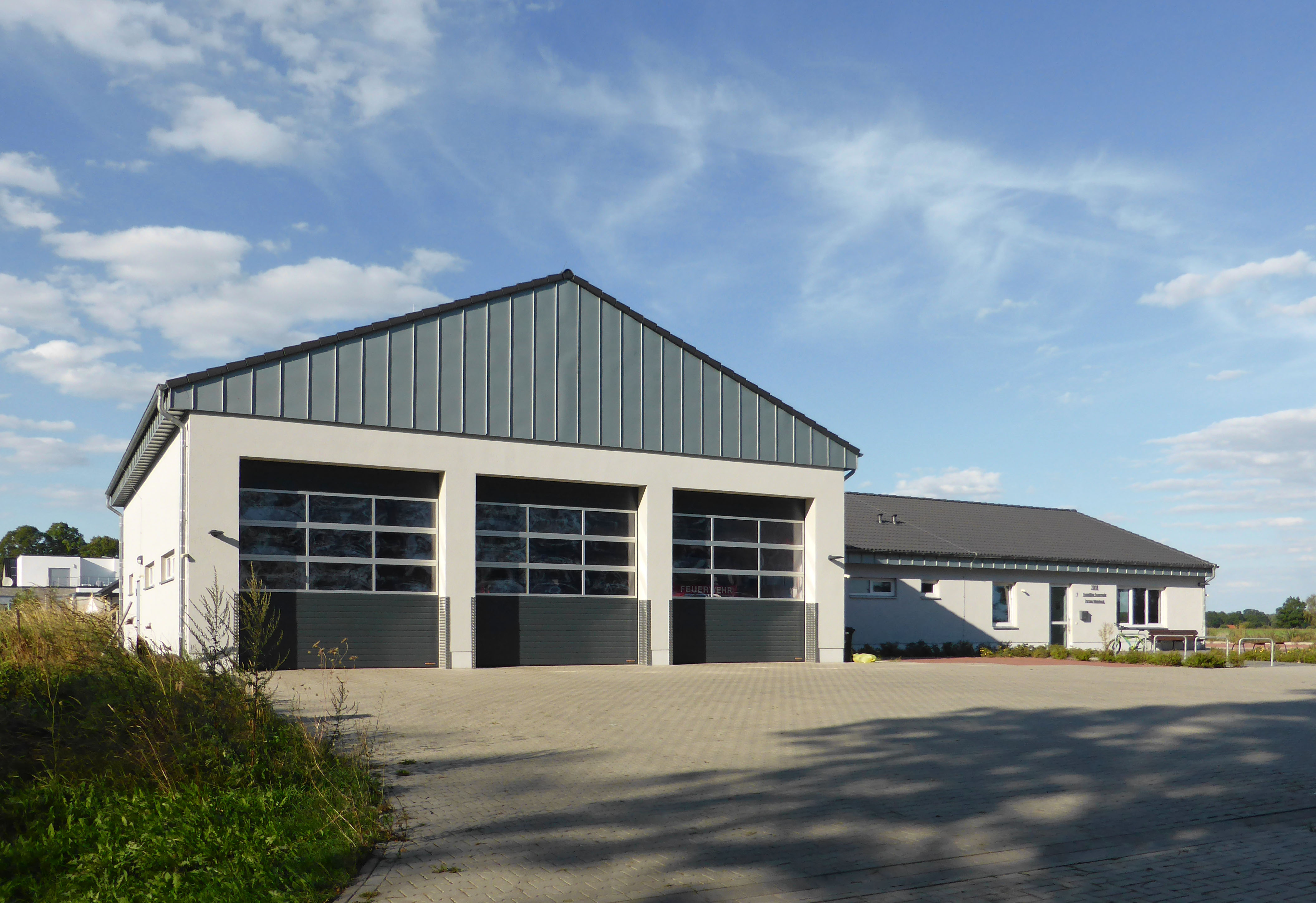
Feuerwehrhaus von 2018/19

Die Freiwillige Feuerwehr in Parsau wurde 1909 gegründet, ihr heutiges Feuerwehrhaus 2018 erbaut und am 6. April 2019 eröffnet. Das Vorgängergebäude wurde 1967 erbaut und 1979 und 1995 erweitert. Zeitweise bestand in Parsau auch eine Pflichtfeuerwehr. 1937 wurde die erste Motorspritze beschafft; 1964 das erste Feuerwehrfahrzeug, ein Ford Taunus Transit. 1970 erfolgte die Gründung einer Jugendfeuerwehr, die sich 1991 mit der Jugendfeuerwehr Kaiserwinkel zusammenschloss, sowie einer Feuerwehrkapelle. In Folge der Waldbrandkatastrophe 1975, der bis dahin größten Brandkatastrophe in der Bundesrepublik Deutschland, erhielt die Feuerwehr Parsau 1979 erstmals einen Unimog, um besser in unwegsamem Gelände Brände löschen zu können. 1992 schloss sich die Freiwillige Feuerwehr Parsau mit der Freiwilligen Feuerwehr in Ahnebeck zusammen und heißt seit dem Freiwillige Feuerwehr Parsau / Ahnebeck, 1999 hat die Wehr erstmals Feuerwehr-Frauen bekommen.
Für Veranstaltungen bietet das Bürgerzentrum Räume und mit der Gaststätte Unter den Eichen Gastronomie. Der Friedhof mit der Kapelle ging um 2009 von der Gemeinde Parsau in den Besitz der Samtgemeinde Brome über, er wird jedoch von der evangelisch-lutherischen Kirchengemeinde Parsau betrieben. Eine Büchertauschbörse in einer ehemaligen Telefonzelle wurde 2012 eingerichtet.

### Bildung

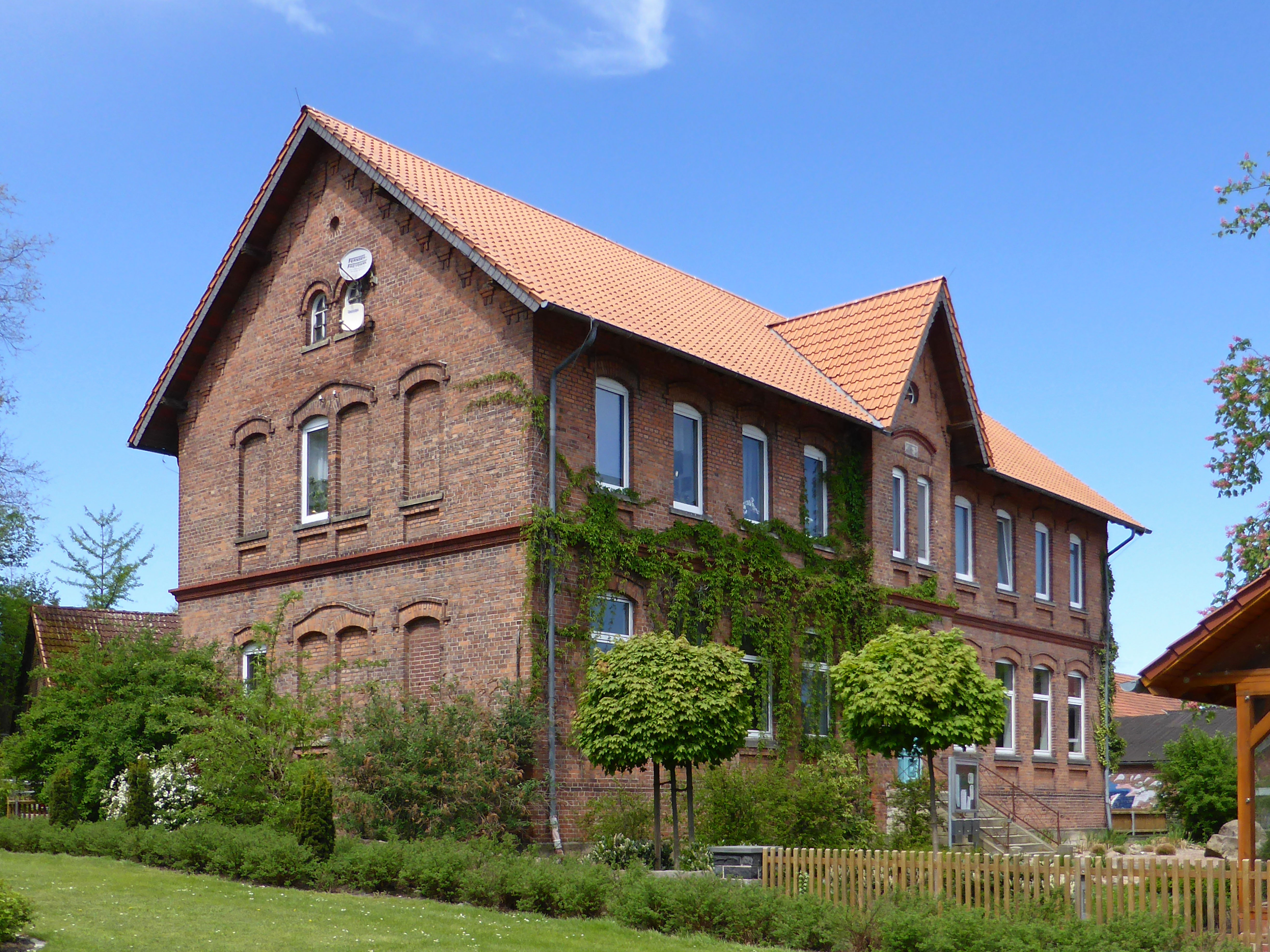
Ehemalige Schule von 1894

Die Kindertagesstätte Fliegenpilz befindet sich neben dem Bürgerzentrum in Parsau. Träger ist der Förderverein Kindertagesstätte Parsau e. V., dem mindestens ein Familienmitglied der Kinder angehören muss, um die Kindertagesstätte nutzen zu können. Die Einrichtung bietet 50 Plätze in 4 Gruppen für Kindern im Alter von zwei bis sechs Jahren. Sie geht auf einen 1984 gegründeten Spielkreis zurück, der auf Elterninitiative entstand und zunächst in einem ehemaligen Ladenlokal untergebracht war. 1987 erfolgte die Grundsteinlegung für die heutige Kindertagesstätte, und noch im gleichen Jahr wurde sie fertiggestellt. Bereits 1993/94 wurde ein Erweiterungsbau für eine zweite Kindergartengruppe errichtet.
In Parsau besteht eine Grundschule, die 1995 durch Teilung der Dörfergemeinschaftsschule Rühen entstanden ist und von der Samtgemeinde Brome getragen wird. Sie umfasst das neu entstandene Hauptgebäude mit vier Klassenräumen, Pausenhalle, Betreuungsraum und drei Gruppenräumen, von denen einer als Bücherei genutzt wird. Außerdem steht für den Musik- und Werkunterricht ein Raum zur Verfügung. Durch die erfolgreiche Teilnahme am „Projekt n-21: Schulen in Niedersachsen online“ (niedersächsische Variante von Schulen ans Netz) konnte ein Computerraum eingerichtet werden. Im Jahre 1567 wurde in Parsau erstmals eine Schule errichtet, sie wurde bereits 1757 als baufällig bezeichnet und 1825 durch einen Neubau ersetzt. Aufgrund des Bevölkerungswachstums in Parsau in der zweiten Hälfte des 19. Jahrhunderts wurde dieses Schulgebäude bald zu klein und wieder abgetragen, und 1894 durch einen größeren Neubau ersetzt. Dieser dient heute als Gemeindeverwaltung und ist Dienstsitz der Bürgermeisterin.

### Verkehr

#### Straßenverkehr

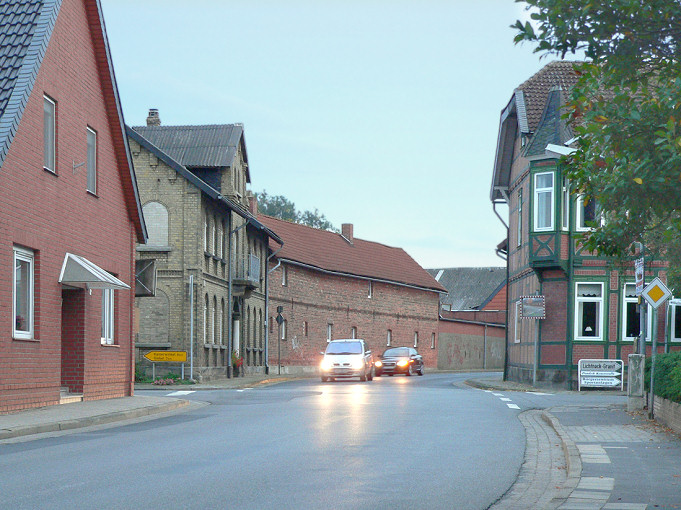
B 244 in Parsau

Die B 244 zweigt westlich von Dedelstorf von der B 4 ab und führt über Wittingen durch die Gemeinde Parsau, und weiter über Helmstedt bis nach Elbingerode (Harz). Die nächstliegenden Ortschaften an der B 244 sind von Parsau aus im Norden Ahnebeck und im Süden Rühen. Bei Parsau war die B 244 einst Teil des alten Heer- und Handelsweges von Halberstadt über Braunschweig und Vorsfelde in die Altmark nach Salzwedel. Von 1857 bis 1866 wurde die Straße zwischen Vorsfelde und Ahnebeck mit einem Sandunterbau und einer festen Kiesel-Lehm-Oberdecke ausgebaut. In den Ortslagen hatte die Straße Kopfsteinpflaster. Kreisstraßen führen von Parsau aus im Osten nach Giebel und im Westen nach Bergfeld. Die nächstliegende Autobahnanschlussstelle ist Weyhausen in rund 18 Kilometer Entfernung (A 39).
Parsau ist an die überwiegend im Stundentakt verkehrende Buslinie Wolfsburg–Brome angeschlossen. An Sonn- und Feiertagen verkehren die Busse überwiegend im Zwei-Stunden-Takt. Mit weiteren Buslinien fahren die Verkehrsbetriebe Bachstein (Wolfsburg) im Schulverkehr darüber hinaus bis nach Ehra-Lessien und Wolfsburg sowie im Berufsverkehr bis in das Volkswagenwerk Wolfsburg. In einem Verein treffen sich die Motorradfreunde Parsau.

#### Eisenbahn

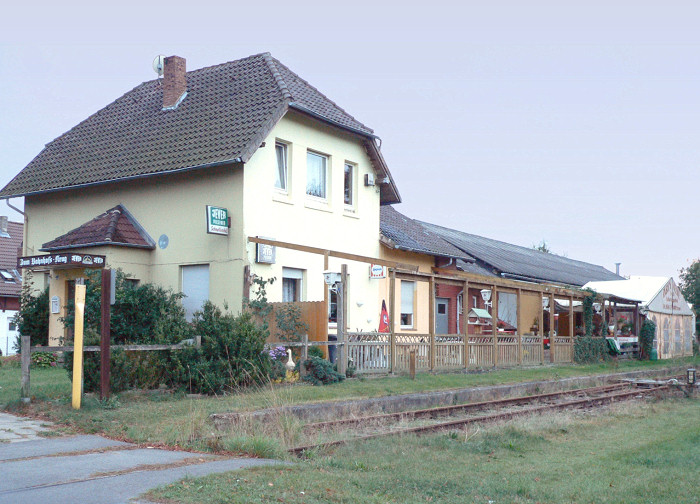
Ehemaliges Bahnhofsgebäude in Parsau von 1909 mit alten Gleisen

Parsau und Croya besitzen jeweils am westlichen Ortsrand einen geschlossenen Bahnhof sowie stillgelegte Gleisanlagen, die zur 1909 eingeweihten Kleinbahnstrecke Wittingen–Oebisfelde gehörten. Die ab 1944 von den OHE (Osthannoversche Eisenbahnen) genutzte Strecke kam durch die deutsch-deutsche Grenzziehung auf dem Abschnitt Rühen–Oebisfelde Ende Juni 1945 zum Erliegen. Sie wurde zunächst noch in nördliche Richtung (Wittingen) genutzt. In südlicher Richtung blieb die Strecke noch bis zum Bahnhof Rühen in Betrieb, wo Fahrgäste mit dem Ziel Wolfsburg in Busse umsteigen konnten. Der nächste Bahnhof, Grafhorst, lag bereits in der Sowjetischen Besatzungszone. Ende Mai 1974 wurde der Personenverkehr eingestellt. Bis 2003 fand auf der Strecke Richtung Norden noch Güterverkehr statt: Die Parsauer Firma Lichtnack wurde mit Steinen beliefert. Das Unternehmen verfügte von 1979 an über einen eigenen, aus Richtung Rühen abzweigenden Gleisanschluss. Das Gleisstück Richtung Rühen wurde noch bis 2004 zum Abstellen von Güterwagen genutzt. Heute sind die nächstliegenden, in Betrieb befindlichen Bahnhöfe Wolfsburg in rund 16 und Oebisfelde in rund 17 Kilometer Entfernung.

## Persönlichkeiten

### Persönlichkeiten, die in Parsau gewirkt haben
- Mateo Klimowicz, Fußballspieler, lebte in seiner Kindheit in Parsau und spiele für die JSG Bergfeld/Parsau/Tülau
- Kevin Schulze, Fußballspieler, war Mitglied im Fußballverein FC Germania Parsau